# Dominique Soulé
Dominique Soulé, né le 20 janvier 1827 à Capbreton où il est mort le 21 avril 1919, est un religieux catholique français. Il est le quatrième évêque de La Réunion.

## Biographie
Dominique-Clément-Marie Soulé naît le 20 janvier 1827 à Capbreton, dans les Landes,. Il est ordonné prêtre le 18 août 1850. Il est sélectionné le 21 octobre 1876 pour remplacer Victor Delannoy à la tête du diocèse de Saint-Denis de La Réunion, confirmé à ce poste le 18 décembre 1876 et ordonné évêque le 24 février 1877 dans la cathédrale Saint-Jean-Baptiste d'Aire par Florian Desprez, Victor Delannoy et Thomas-Casimir-François de Ladoue. Il occupe ce siège jusqu’au 30 novembre 1880, quand il est remplacé par Joseph Coldefy. Il est ensuite nommé administrateur apostolique du diocèse de Basse-Terre et Pointe-à-Pitre (Guadeloupe), et occupe ce poste jusqu’en en 1898. Entre temps, le 21 mars 1893, il est nommé archevêque titulaire de Léontopolis de Bithynie par le pape Léon XIII. Il meurt le 21 avril 1919 dans sa ville natale,.

## Distinctions
- Chevalier de la Légion d'honneur (3 janvier 1895)[2]